# لوري ماكينا
لوري ماكينا (بالإنجليزية: Lori McKenna)‏ هي مغنية ومغنية مؤلفة وعازفة قيثارة أمريكية، ولدت في 22 ديسمبر 1968 في Stoughton, Massachusetts ‏ في الولايات المتحدة.

## وصلات خارجية
- الموقع الرسمي
- لوري ماكينا على موقع ميوزك برينز (الإنجليزية)
- لوري ماكينا على موقع أول ميوزيك (الإنجليزية)
- لوري ماكينا على موقع ديسكوغز (الإنجليزية)